# Lhari
Lhari (chữ Tạng: ལྷ་རི་རྫོང་; Wylie: lha ri rdzong; ZWPY: Lhari Zong; tiếng Trung: 嘉黎县; bính âm: Jiālí Xiàn, Hán Việt: Gia Lê huyện) là một huyện của địa khu Nagqu (Na Khúc), khu tự trị Tây Tạng, Trung Quốc. Đạt-lai Lạt-ma thứ 11 được sinh ra tại Lhari.

### Hương
| Tên gọi  | Wylie       | Tiếng Hán | Bính âm        | Hán Việt          |
| -------- | ----------- | --------- | -------------- | ----------------- |
| Artsa    | ar rtsa     | 阿扎乡    | Āzhā Xiàng     | A Trát hương      |
| Sangchen | bsangs chen | 桑前乡    | Sāngqián Xiàng | Tang Tiền hương   |
| Lingthil | gling mthil | 林堤乡    | Líndī Xiàng    | Lâm Đê hương      |
| Drongyül | grong yul   | 忠义乡    | Zhōngyì Xiàng  | Trung Nghĩa hương |
| Tsangrog | gtsang rog  | 章若乡    | Zhāngruò Xiàng | Chương Nhã hương  |
| Kochung  | ko chung    | 鸽群乡    | Gēqún Xiàng    | Cáp Quần hương    |
| Lhari    | lha ri      | 嘉黎乡    | Jiālí Xiàng    | Gia Lê hương      |
| Tshora   | mtsho rwa   | 措拉乡    | Cuòlā Xiàng    | Thố Lạp hương     |
| Tshome   | mtsho smad  | 措麦乡    | Cuòmài Xiàng   | Thố Mạch hương    |
| Dola     | rdo la      | 多拉乡    | Duōlā Xiàng    | Đa Lạp hương      |
| Dzabbel  | rdzab 'bel  | 藏比乡    | Zàngbǐ Xiàng   | Tạng Bì hương     |
| Rongtö   | rong stod   | 绒多乡    | Róngduō Xiàng  | Nhung Đa hương    |
| Sharma   | shar ma     | 夏玛乡    | Xiàmǎ Xiàng    | Hạ Mã hương       |
| Tshotö   | tsho stod   | 措多乡    | Cuòduō Xiàng   | Thố Đa hương      |